# Eduardo Gurbindo

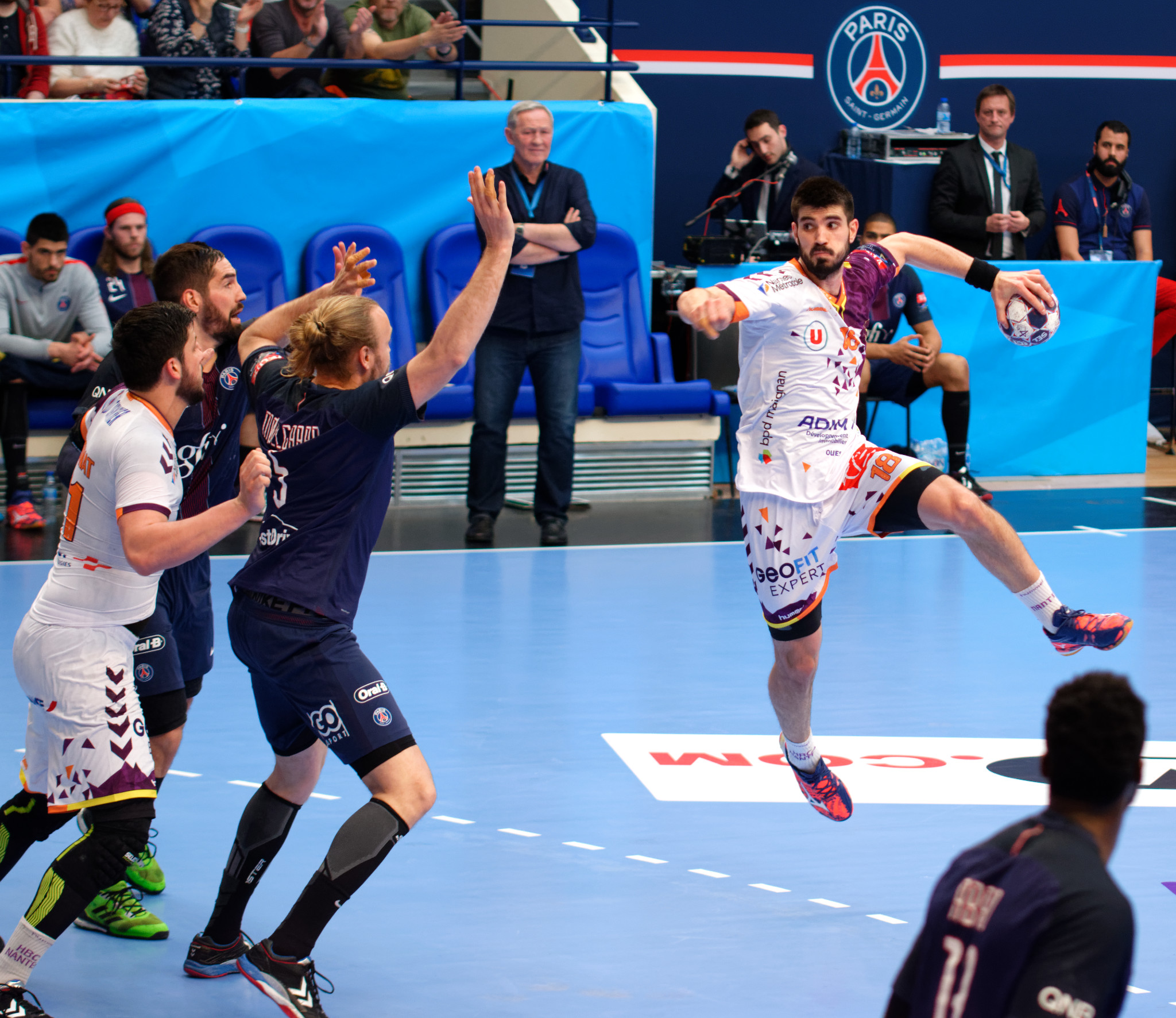
Eduardo Gurbindo au tir avec le HBC Nantes face au PSG, le 1 avril 2017.

Eduardo Gurbindo, né le 8 novembre 1987 à Pampelune, est un handballeur international espagnol qui évolue dans le club allemand du THW Kiel depuis 2023. Avec l'équipe nationale espagnole, il est notamment champion d'Europe en 2018.

## Biographie
International avec l'équipe d'Espagne, Eduardo Gurbindo quitte le club de BM Valladolid pour rejoindre le FC Barcelone en juillet 2012. Il faist notamment partie de cette équipe folle qui a régné en maitre sur le monde lors de la saison 2014/15, le club remportant toutes les compétitions disputées qu'elle a disputé : Ligue des champions, Super Globe et les quatre trophées domestiques. 
À l'intersaison 2016, il rejoint le Handball Club de Nantes pour un contrat de 3 ans. Il contribue à la progression du club nantais, atteignant notamment la finale de la Ligue des champions en 2018. Mais, en raison d’une fissure à un ménisque à compter d'avril 2018, il est contraint de se faire opérer à deux reprises est absent jusqu'en septembre 2020,.
S'il est parvenu à retrouver son niveau, en fin de contrat à Nantes, il signe en mars 2021 un contrat de 3 ans au Vardar Skopje. Pourtant, à peine arrivé en Macédoine du Nord, il se démène pour rejoindre le club roumain du Dinamo Bucarest, qu'ont rejoint son ancien entraîneur du Barça Xavi Pascual : après plusieurs semaines de tractations et de discussions, sa signature pour 3 ans est officiellement révélée fin septembre 2021
En août 2023, il signe en tant que joker au THW Kiel pour apallier la blessure de Steffen Weinhold.

## Palmarès

### En clubs
compétitions internationales
- Ligue des champions
  - Vainqueur (1) : 2015
  - Finaliste (2) : 2013 et 2018
- Vainqueur de la Super Globe (2) : 2013, 2014

Compétitions nationales
- Vainqueur du Championnat d'Espagne (3) : 2013, 2014 et 2015
- Vainqueur de la Coupe du Roi (2) : 2014, 2015
- Vainqueur de la Coupe ASOBAL (3) : 2013, 2014, 2015
- Vainqueur de la Supercoupe d'Espagne (3) : 2013, 2014, 2015
- Vainqueur de la Coupe de France (1) : 2017
- Vainqueur du Trophée des champions (1) : 2017 (Finaliste en 2016)
- Vice-champion de France en 2017 et 2020
- Finaliste de la Coupe de la Ligue : 2017
- Vainqueur du Championnat de Roumanie (1) :2022
- Vainqueur de la Coupe de Roumanie (1) :2022

### En sélection nationale
Jeux olympiques
- 7e place aux Jeux olympiques de 2012 à Londres
- Médaille de bronze aux Jeux olympiques 2020 de Tokyo

Championnats du monde
- Médaille de bronze au Championnat du monde 2011 en Suède
- 5e place au Championnat du monde 2017 en France
- 7e place au Championnat du monde 2019 au Danemark et en Allemagne

Championnats d'Europe
- 6e place au Championnat d'Europe 2010 en Autriche
- 4e place au Championnat d'Europe 2012 en Serbie
- Médaille de bronze au Championnat d'Europe 2014 au Danemark
- Médaille d'argent au Championnat d'Europe 2016 en Pologne
- Médaille d'or au Championnat d'Europe 2018 en Croatie
- Médaille d'argent au Championnat d'Europe 2022 en Hongrie et Slovaquie